# Бишкинский сельский совет (Лебединский район)
Бишкинский сельский совет (укр. Бишкінська сільська рада) — входит в состав
Лебединского района
Сумской области
Украины.
Административный центр сельского совета находится в 
с. Бишкинь
.

## Населённые пункты совета
- с. Бишкинь
- с. Овдянское
- с. Ревки
- с. Щетины